# Mistrzostwa Polski w Boksie 1954
25. Mistrzostwa Polski w boksie mężczyzn odbyły się od 19 do 25 lipca 1954 roku w Warszawie.
Startowało 140 zawodników. Po raz ostatni rozegrano pojedynki o brązowy medal.

## Medaliści
| Kategoria:                        | Złoto:                                        | Srebro:                               | Brąz:                               |
| waga musza (do 51 kg)             | Henryk Kukier (CWKS Warszawa)                 | Janusz Liedtke (Gwardia Poznań)       | Zbigniew Justka (Gwardia Gdańsk)    |
| waga kogucia (do 54 kg)           | Roman Murawski (Kolejarz Szczecin)            | Stanisław Woźniak (CWKS Warszawa)     | Jan Brychlik (Górnik Wałbrzych)     |
| waga piórkowa (do 57 kg)          | Zenon Stefaniuk (Gwardia Gdańsk)              | Henryk Tyczyński (Gwardia Warszawa)   | Kazimierz Boczarski (Ogniwo Kraków) |
| waga lekka (do 60 kg)             | Zygmunt Milewski (Kolejarz Gdańsk)            | Aleksy Antkiewicz (Kolejarz Gdańsk)   | Wiktor Nowak (AZS Warszawa)         |
| waga lekkopółśrednia (do 63,5 kg) | Leszek Kudłacik (Gwardia Kraków)              | Henryk Niedźwiedzki (CWKS Warszawa)   | Leszek Sadowski (Kolejarz Szczecin) |
| waga półśrednia (do 67 kg)        | Leszek Drogosz (CWKS Warszawa)                | Jan Piński (Kolejarz Szczecin)        | Zbigniew Nowak (CWKS Warszawa)      |
| waga lekkośrednia (do 71 kg)      | Zbigniew Pietrzykowski (Ogniwo Bielsko-Biała) | Zdzisław Nagajski (CWKS Warszawa)     | Stanisław Czajęcki (CWKS Warszawa)  |
| waga średnia (do 75 kg)           | Teofil Polleks (Kolejarz Szczecin)            | Zygmunt Windak (Ogniwo Bielsko-Biała) | Leszek Leiss (CWKS Warszawa)        |
| waga półciężka (do 81 kg)         | Tadeusz Grzelak (Włókniarz Kalisz)            | Zdzisław Czapliński (CWKS Warszawa)   | Franciszek Kraus (Gwardia Kraków)   |
| waga ciężka (powyżej 81 kg)       | Antoni Gościański (CWKS Warszawa)             | Bogdan Węgrzyniak (CWKS Warszawa)     | Józef Drewicz (Gwardia Szczecin)    |